# Mauricio Rodríguez Múnera
Mauricio Rodríguez Múnera (Bogotá, 5 de marzo de 1958) es un periodista, diplomático y docente colombiano.

## Trayectoria
Nació el 5 de marzo de 1958 en Bogotá y es hermano de la ex primera dama de Colombia María Clemencia Rodríguez de Santos
Realizó sus estudios secundarios en el Colegio San Carlos de Bogotá. Es el fundador y exdirector de Portafolio, el periódico económico y financiero más destacado de Colombia, y ha sido periodista de Caracol Radio, El Tiempo y El Espectador, entre otros.
También se ha desempeñado como Decano del Colegio de Estudios Superiores de Administración, que es su alma mater de 2007 a 2009, y estuvo en Dow Chemical de 1981 a 1993, en donde ocupó varios cargos directivos en Colombia, Venezuela, Estados Unidos, Suiza e Italia.  También se desempeñó simultáneamente como embajador no residente en Irlanda.
El 15 de agosto de 2010, el gobierno de Álvaro Uribe designó a Mauricio Rodríguez Múnera para suceder a Noemí Sanín Posada como embajador de Colombia ante el Reino Unido. El 5 de octubre, en acto oficial en el Palacio de Nariño, Mauricio Rodríguez Múnera fue juramentado por el presidente Álvaro Uribe como Embajador Extraordinario y Plenipotenciario de la República de Colombia ante el Reino Unido de Gran Bretaña e Irlanda del Norte acreditado simultáneamente como Embajador No Residente ante la República de Irlanda.